# Wheelwright, Kentucky
Wheelwright är en ort i Floyd County i delstaten Kentucky, USA.